# 류명찬
류명찬(柳明澯, 1979년 4월 9일 ~ )은 대한민국의 문인, 작사가, 소설가이다.

## 생애
본관은 고흥이며, 유몽인의 후손이다. 1979년 4월 9일 경기도 화성군에서 태어났다.
2007년 문학사이트 〈조아라〉에서 작품 《귀부전》으로 1위를 하여 출판사 〈동아&발해〉를 통해 2008년 소설 《신부전》을 출간하여 등단하게 되었다.

## 작품

### 소설
- 《신부전》 (2008년) - 동아&발해출판사
- 《나는 죽으러 간다》 (2009년) - 동아&발해출판사
- 《버블파티》 (2010년) - 발해출판사
- 《걸레》 (2011년) -보리별출판사

### 음악
- 《버블파티》 (2010년) - 가수 lazy 작사
- 《MOON》 (2010년) - 가수 LAZY 작사

### 게임
- 《카보드 온라인》- 게임시나리오 (카보드 엔터테이먼트, 2011년)

### 영상
- 《많이 사랑했었어》 (2011년) - 뮤직비디오 연출 및 시나리오

### 참고
- 《누벨바그》는 동아&발해 출판사가 보유한 현대/일반문학을 전문적으로 출간하는 전문 서적 브랜드의 이름이다.
- 《동아북스》는 동아&발해 출판사가 보유한 《라이트 노벨》 장르의 서적을 전문적으로 출간하는 브랜드의 이름이다.